# Дом У. Д. Чубаровой
Дом У. Д. Чубаровой — ростовский памятник градостроительства и архитектуры. Здание расположено на улице 21-я Линия в историческом районе Нахичевани. Построено в начале XX века. С 1998 года зданию присвоен статус объекта культурного наследия России регионального значения. В некоторых источниках здание также называется «Особняк Г. И. Чубарова».
Дом представляет собой кирпичное одноэтажное здание с более поздней двухэтажной пристройкой, выполненное в стиле неоклассической эклектики. Фасады украшены треугольными фронтонами, трехчетвертными колоннами, профилированными карнизами и декоративными фризами. Оконные проемы обрамлены лепными наличниками с ушками и массивными сандриками на каннелированных кронштейнах. Входная группа включает филенчатую деревянную дверь с остекленной фрамугой и ажурный металлический козырек. Южный фасад дополнен карнизом на зубчиках, плоскими лопатками и сложнопрофилированной подоконной тягой, придающими зданию выразительный и ритмичный облик.